# Hòn Non Bộ

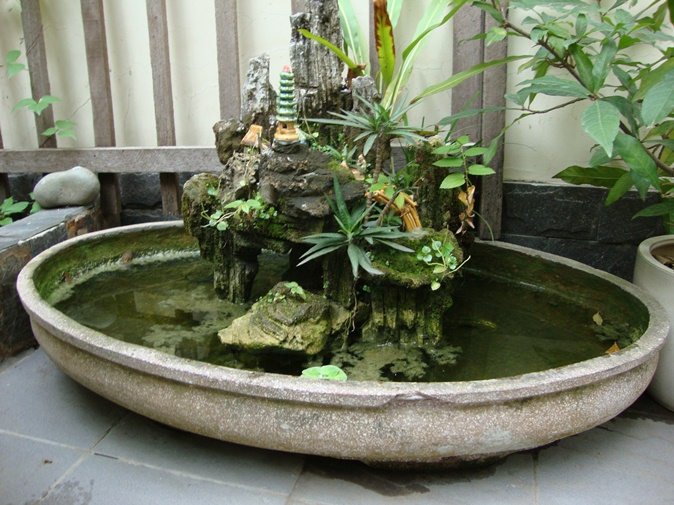
Ensemble complet de Hòn non Bộ comprenant des pierres, des plantes, des figurines, une chute d'eau et un aquarium

Hòn non Bộ (Hahn Nahn Bo) désigne en vietnamien l'art de faire des paysages miniatures. Il peut être considéré comme un développement particulier de l'art chinois du penjing, et être rapproché également de l'art du bonsaï au Japon.
L'expression Hòn non Bộ vient de la langue vietnamienne : "Hòn" signifie "île", "non" signifie "montagne" et "Bộ" signifie une association de l'eau, des montagnes et de la forêt, ou il peut aussi signifier "imitant la façon dont le paysage ressemble en miniature".
Cette forme d'art a été utilisé pour embellir l'entrée de la cour de la maison traditionnelle vietnamienne. Tout au long de l'histoire du Viêt Nam, le Hòn non Bộ a produits des œuvres pour les empereurs, les généraux, et d'autres personnes importantes.
Un exemple de paysage Hòn non Bộ  est exposé au parc Balboa, à San Diego, en Californie.